# حمام قدیمی زارچ
حمام قدیمی زارچ مربوط به دوره افشار و دوره زند است و در یزد، تقاطع بلوار جدیدالاحداث زارچ واقع شده و این اثر در تاریخ ۱ آذر ۱۳۷۸ با شمارهٔ ثبت ۲۵۰۶ به‌عنوان یکی از آثار ملی ایران به ثبت رسیده است.